# Piz Cavardiras
Piz Cavardiras är en bergstopp i Schweiz.   Den ligger i regionen Surselva och kantonen Graubünden, i den centrala delen av landet, 110 km öster om huvudstaden Bern. Toppen på Piz Cavardiras är 2 949 meter över havet, eller 250 meter över den omgivande terrängen. Bredden vid basen är 2,0 km.
Terrängen runt Piz Cavardiras är huvudsakligen bergig, men den allra närmaste omgivningen är kuperad. Närmaste större samhälle är Erstfeld, 15,5 km nordväst om Piz Cavardiras. 
I omgivningarna runt Piz Cavardiras växer i huvudsak blandskog. Runt Piz Cavardiras är det mycket glesbefolkat, med 3 invånare per kvadratkilometer.